# Neutralidad axiológica

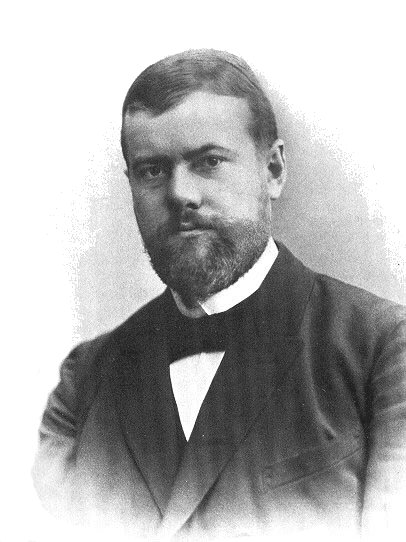
Max Weber, el creador de este concepto

La neutralidad axiológica es una posición de Metodología que el sociólogo Max Weber ofreció en La política como vocación, que apunta a tomar conciencia de sus propios valores durante su trabajo científico, para reducir tanto como sea posible los sesgos que sus propios juicios de valor podrían causar.
La demanda desarrollada por Max Weber es parte de los criterios de Neutralidad científica.
El objetivo del investigador en ciencias sociales es realizar una investigación sobre temas estructurados por valores, al tiempo que ofrece un análisis que no estará, en sí mismo, basado en un juicio de valor. Según este concepto, el investigado debe hacer de estos valores un “objeto”, sin emitirles un juicio prescriptivo.
De esta manera, Weber desarrolló una distinción entre "juicio de valor" y "vínculo con los valores". El “vínculo con los valores” describe la acción de análisis del investigador que, respetando el principio de la neutralidad axiológica, hace de los valores culturales varios hechos para analizar sin aventurar un juicio prescriptivo sobre ellos, i. mi. sin emitir un juicio de valor.
El término original proviene del  Alemán "werturteilsfreie", y fue introducido por Max Weber.

## Ver además
- Investigación empírica
- Epistemología
- Etnología
- Etnocentrismo
- Método científico
- Objetividad
- Filosofía de la ciencia